# Объект 785
Объект 785 — советский проект основного боевого танка. Разрабатывался в конструкторском бюро Челябинского тракторного завода под руководством Вершинского В.Л. Серийно не производился.
Для отработки МТУ, АЗ и проверки удлиненной ходовой части был создан опытный образец на основе Т-72.

## Описание конструкции

### Броневой корпус и башня
Танк имел свой оригинальный корпус, построенный по классической компоновке. Механик-водитель располагался слева как в танках Т-55, Т-62, а не по центру как в Т-64. Приборы наблюдения выходили наружу через крышу корпуса, а не через лобовой лист, тем самым не ослабляя его. Лобовой лист и носовая часть корпуса имели оригинальную конструкцию, подобная конструкция в последующем будет развита и применена на других перспективных машинах (объект 187, объект 477 и объект 195).
Верхняя часть борта, выше уровня катков, прикрывалась металлическим противокумулятивным экраном. Башня так же была оригинальной конструкции по форме похожая на яйцо, причем острым концом вперёд. Танк оснащался комплексом активной защиты «Дрозд» с 18 пусковыми установками.
Опытный образец имел удлинённый корпус Т-72 с врезкой в районе МТО, для размещения силового блока большего объёма. Новая башня была создана на основе конструкции башни Т-72, под новый разработанный автомат заряжания, и имела развитую кормовую нишу.

### Вооружение
В качестве основного вооружения прорабатывались два варианта. Первым вариантом отрабатывалась гладкоствольная пушка 2А82, представлявшая собой развитие танковой пушки 2А46, в качестве второго варианта отрабатывалась 130-мм нарезная пушка, являвшаяся развитием танковой пушки М-65. Возимый боекомплект должен был составлять 50 выстрелов, из которых 30 выстрелов должны были находиться в механизме заряжания. В качестве дополнительного вооружения применялась дистанционно-управляемая зенитная установка закрытого типа.
В качестве вооружения на опытном образце осталась 125-мм пушка Д-81 танка Т-72.

### Двигатель и трансмиссия
В качестве силовой установки использовался моноблок МТУ-2, с новый перспективным многотопливный дизельным двигателем 2В-16 (А-53-2). Двигатель имел эжекционное охлаждение. Максимальная мощность двигателя стендовых условиях, без сопротивления на впуске и выпуске, составляла 1200 л.с., а в условиях МТУ-2, из-за сопротивления на выходе, которое создавал эжектор, мощность падала до 1000 л.с. Трансмиссия была гидромеханическая, оборудованная системой электрогидравлического сервоуправления. Конструкция трансмиссии представляла собой однореакторную комплексную гидропередачу, имевшую блокировочный фрикцион. Моноблок МТУ-2 занимал площадь около 3,6 кубических метров.
Коробка передач была планетарного типа и имела 3 передние и одну заднюю передачу. Для поворота машины имелись два планетарных бортовых редуктора.

### Ходовая часть
В связи с ростом объема МТО кормовая часть корпуса была удлинена; с каждого борта ходовая часть имела 7 опорных катков, аналогичных каткам Т-80.